# Volodímir Ivanov
Volodímir Ivanov   (Hòmiel, 10 de setembre de 1940) és un ex-jugador de voleibol ucraïnès que va competir sota bandera soviètica durant la dècada de 1960.
El 1968 va prendre part en els Jocs Olímpics de Ciutat de Mèxic, on guanyà la medalla d'or en la competició de voleibol. En el seu palmarès també destaca una medalla de bronze al Campionat del Món de voleibol de 1966 i a la Copa del Món de voleibol de 1969, i una d'or al Campionat d'Europa de 1967. A nivell de clubs guanyà la lliga soviètica de 1967. Un cop retirat va exercir d'entrenador en diversos equips.